# Formenti
Industrie Formenti Italia S.p.A., meglio nota come Formenti o Gruppo Formenti, è stata un'azienda italiana di elettronica di consumo, con sede a Lissone, in provincia di Monza e della Brianza, produttrice di televisori a colori, monitor industriali e videoproiettori. Fondata nel 1947 a Desio, nel corso degli anni ha operato con il marchio principale Westinghouse e successivamente con i marchi Seleco e Brionvega. L'azienda è stata posta in liquidazione nel 2004.

## Storia
La Carlo Formenti S.a.s. fu fondata nel 1947 a Desio, in provincia di Monza e della Brianza, su iniziativa di Carlo Formenti come laboratorio industriale per la costruzione di radio, progettate dallo stesso fondatore, con marchio proprio "Radio Libertar" e successivamente anche in conto terzi per altre aziende.
La ditta si espanse rapidamente e aprì la sua prima fabbrica a Desio con 80 addetti nel 1953; qui oltre alla produzione delle radio, venivano realizzati i primi televisori in bianco e nero con il marchio proprio Televideon e successivamente anche come terzista per importanti marchi come Singer, Siemens, Telefunken. 
Nel 1961, Formenti rilevò lo stabilimento di Concorezzo della statunitense Admiral, che contava 300 addetti e una capacità produttiva di oltre 500 pezzi al giorno. L'azienda cambiò perciò la propria ragione sociale in Admiral Formenti & C s.a.s., con sede a Milano, che in seguito divenne Admiral-Formenti S.p.A., e proseguì la produzione a marchio Admiral su licenza dell'azienda di Chicago. Grazie a questa operazione, l'azienda lombarda poté affermarsi come una delle più importanti del settore a livello nazionale. Inoltre, l'attività fu estesa agli elettrodomestici con l'avvio dell'assemblaggio di lavatrici. e vari elettrodomestici.
Nel 1966, fu costituita la Industrie Formenti Italia S.p.A., con sede a Lissone, quale nuova società capogruppo. L'espansione di Formenti proseguì nel decennio successivo: nel 1972 venne inaugurato un nuovo stabilimento a Sessa Aurunca, in provincia di Caserta, destinato alla produzione dei televisori a colori con i marchi Admiral, Phoenix, Philco, Televideon e Uranya. Formenti fu infatti tra le prime aziende elettroniche italiane a produrre tali apparecchi, che però fino al 1976 furono commercializzati esclusivamente nei paesi centroeuropei, soprattutto in Francia e Germania, ad opera del dirigente ed amministratore Maraccani, dove da tempo erano già avviate le trasmissioni a colori.
Dal 1983, il Gruppo Formenti si presentò sul mercato con un altro marchio, White-Westinghouse, che divenne il più utilizzato per vendere i televisori, i videoregistratori  prodotti dalla stessa azienda brianzola. Negli anni successivi la società produsse apparecchi anche con i marchi DuMont e Schaub-Lorenz. Parzialmente colpita dalla crisi generale dell'industria elettronica italiana in quel periodo, nel 1984 la finanziaria pubblica REL istituita dal Ministero dell'Industria, entrò nel capitale di Formenti rilevandone il 27,75% delle quote con un'iniezione di denaro per 7,5 miliardi di lire. Nel 1989, venne avviato l'ammodernamento e l'ampliamento dello stabilimento di Sessa, con l'installazione di catene di montaggio automatizzate e computerizzate, che permise all'azienda di avere un incremento della produttività, che passerà da 300 a 2.200 pezzi al giorno nell'arco di un decennio. Lo stabilimento di Concorezzo fu invece destinato ad una nuova produzione di monitor e display professionali per computer e bancomat.
Formenti fu una delle poche aziende partecipate da REL in grado di attuare un piano di risanamento, conclusosi nel 1990. Nel corso degli anni novanta, l'azienda conobbe una nuova ed importante fase di espansione produttiva e commerciale: il fatturato passò infatti dai 108 miliardi di lire del 1991 ai 310 miliardi del 1999, che fu il valore massimo mai raggiunto. Il Gruppo, nel 1997 aveva rilevato il marchio Imperial, ed attraverso una sua controllata, la Formest, alla fine del medesimo anno acquistò all'asta fallimentare lo stabilimento di Pordenone della Sèleco, e con esso i marchi Sèleco, Brionvega e Tandberg, nonché competenze, tecnologie, e la sua partecipazione del 33% nella Sèleco Italtel Multimedia. Nel 1998, Formest divenne Formenti-Sèleco S.p.A., che fece ripartire la produzione nello stabilimento friulano coi marchi Sèleco e Brionvega, che tra i modelli innovativi vide la Web TV con schermo LCD da 15 pollici ed un modello di televisore al plasma ultrapiatto da 42 pollici, lanciati sul mercato nel 1999.
Formenti decise in seguito di abbandonare l'elettronica professionale focalizzandosi unicamente nel ramo consumer, e perciò, nel 2000, fu decisa la chiusura dello stabilimento di Concorezzo e la messa in mobilità dei suoi 130 addetti. L'anno seguente, nel 2001, Formenti-Sèleco acquisì il marchio Phonola, destinato ai televisori economici del segmento di mercato di fascia bassa.
Il declino di Formenti ebbe inizio dopo il 2002: i bilanci dell'azienda cominciavano a registrare forti passività dovute fondamentalmente al calo delle vendite, fattore quest'ultimo causato dall'aggressiva concorrenza nel segmento di fascia bassa esercitata dai produttori cinesi e turchi di televisori, immessi sul mercato a prezzi nettamente competitivi e senza un'adeguata legge anti-dumping da parte dell'Unione europea. Per questa ragione, Formenti assieme al colosso olandese Philips, alla tedesca Grundig e alla spagnola Tecnimagen, aveva costituito un consorzio denominato Producers of European Televisions in Cooperation (POETIC), per chiedere all'UE l'introduzione di norme anti-dumping sui televisori di provenienza turca. In conseguenza delle difficoltà finanziarie, l'azienda attuava un drastico piano di ristrutturazione, con cui nel 2003 veniva operata la dismissione dell'unità produttiva di Sessa Aurunca e la messa in cassa integrazione dei suoi 440 addetti, e tutte le attività industriali venivano concentrate nello stabilimento friulano di Pordenone, dove però il personale occupato si presentava decimato.
Nel settembre 2004, Formenti-Sèleco presentava un piano al CIPI, che prevedeva la riconversione dello stabilimento di Sessa Aurunca in un polo tecnologico, e il rilancio delle attività produttive a Pordenone, sia per che quel che riguardava la produzione Sèleco che quella della controllata SIM2 (videoproiettori), che riguardava 150 addetti nella prima, e 120 addetti nella seconda. Il CIPI dava parere favorevole al piano elaborato dalla Formenti, che successivamente stabilisce una partnership industriale con la Horizon di Milano, produttrice di componenti elettronici, che avrebbe dovuto portare alla creazione della joint-venture denominata Adriatek S.p.A. per rilevare le attività a marchio Sèleco, di cui il Gruppo brianzolo sarebbe stato socio paritario. L'accordo con la Horizon non era andato in porto per il suo mancato rispetto da parte dell'azienda di componentistica, e il 2 novembre 2004, l'amministratore delegato Giovanni Formenti annunciava pubblicamente la messa in liquidazione della società per problemi economico-finanziari. Un mese più tardi, a dicembre, il Gruppo Formenti chiedeva ed otteneva dal Tribunale di Monza la sua ammissione all'amministrazione straordinaria come alternativa al fallimento, prevista dalla Legge Marzano.
La procedura di amministrazione straordinaria dell'azienda, che il tribunale brianzolo aveva affidato alla gestione commissariale del professor Francesco Fimmanò, viene ufficialmente aperta il 2 febbraio 2005. Un anno più tardi, a marzo-aprile 2006, viene indetta un'asta pubblica sulla base di 6,3 milioni di euro, dei quali 400.000 per l'attività Sèleco di Pordenone (esclusi marchi e capannone) e 5,9 per la partecipazione in SIM2 (pari al 66,67% del capitale societario), che però non vede nessun acquirente. Viene prorogata l'amministrazione straordinaria, e nell'agosto 2006, l'attività di produzione dei televisori di Formenti-Séleco con i marchi e gli stampi, viene ceduta alla Smart TV dei fratelli Marco e Carlo Asquini con l'impegno ad assumere 75 dei 110 lavoratori nel periodo compreso tra il primo ottobre e il 31 luglio 2007; il 66% di SIM2 viene invece ceduto alla FinSim dell'imprenditore Maurizio Cini.

## Informazioni e dati
Industrie Formenti Italia S.p.A., con sede a Lissone, in provincia di Monza e Brianza, era un'azienda produttrice di elettronica civile e professionale, specializzata in particolare nei televisori per quel che riguardava l'elettronica di consumo. La produzione avveniva negli stabilimenti di Sessa Aurunca, in provincia di Caserta, e a Pordenone attraverso le controllate Formenti-Sèleco S.p.A. e SIM2 Multimedia S.p.A..
Nel 2002, l'azienda realizzava un fatturato di 72,2 milioni di euro ed una perdita d'esercizio di 47.000. Di 703 unità era il numero complessivo di addetti del Gruppo.
Dei circa 500.000 apparecchi televisivi che l'azienda produceva annualmente a Sessa Aurunca, prima della crisi e per conto terzi, l'80% era destinato al mercato estero.